# Шумперк
Шумперк (чеськ. Šumperk, нім. Mährisch Schönberg) — місто в Чехії, центр однойменного округу в Оломоуцького краю. Населення міста на 2015 року становило 26 697 осіб.
Розташований на річці Десна, в передгір'ї гір Єсенік (Судети) та неофіційно здобув назву «Брама Єсеніків».

## Відомі особистості
В поселенні народився:
- Ярослав Міллер (* 1971) — чеський історик.

## Міста-побратими
- Бад-Герсфельд
- Вааса
- Маарссен
- Ниса
- Превідза